# 第6実験室
『第6実験室』（だいろくじっけんしつ）は、cali≠gariのアルバム。2001年5月10日に発売。同年3月14日に発売された『第6実験室 予告版』も同項で解説する。

## 解説
- 6枚目の実験室シリーズ。現メンバーでのラインナップ。オマケに缶バッジ付。
- 2001年5月3日に赤坂BLITZで特典ドキドキDXセット付先行発売が行われた。
- この作品から、石井秀仁が作曲にも携わることとなる。
- ジャケットのイラストは冷蔵庫。

## 収録曲
1. 「第6実験室」入口
2. -187-
（作詞・作曲:桜井青）
後にセルフカヴァーアルバム「1」にて再録された。
3. ギャラクシー
（作詞・作曲:石井秀仁）
後にセルフカヴァーアルバム「2」にて一部歌詞を省略、中間部に同アルバムに収録されている「マス現象」のサビを引用して再録された(元々は「密室 ザ☆ベストイレブン」のライブ用に収録したものである)。
4. フラフラ スキップ
（作詞:石井秀仁　作曲:村井研次郎）
5. ドラマ「近代的コスメ唱歌」
メンバーによる覆面バンド・La' royque de zavyが出演。
インタビュアーはSHOXXの荒川れいこ。
6. 近代的コスメ唱歌
（作詞・作曲:石井秀仁）
休にPV収録。
7. ア.イ.ノ.カ.ワ.キ
（作詞:石井秀仁　作曲:村井研次郎）
8. マス現象　ヴァリエーション１(有象無象編)
（作詞・作曲:石井秀仁）
9. ひらきなおリズム
（作詞・作曲:石井秀仁）
10. 3S / 道はロード
（作詞・作曲:3S）
cali≠gariとは関係なく、業界期待のホープ3Sというグループの楽曲という設定。
なお、この楽曲は著作権フリーになっている。
11. 5! 5! レッツゴースト!
（作詞:石井秀仁　作曲:武井誠）
12. コバルト
（作詞・作曲:桜井青）
桜井青がボーカルを務めている。
13. ママが僕をすててパパが僕をおかした日
（作詞・作曲:桜井青）
14. ただいま。
（作詞・作曲:桜井青）
2002年4月3日渋谷公会堂ライブにて
ソノシート『ただいま。enf disco dub MIX edit』が配布された。
15. 「第6実験室」出口

## 第6実験室 予告版
- タッパージャケット。第6実験室から3曲、コマーシャル、ドラマ収録。

1. カリガリのコマーシャル 「第六実験室」
2. マス現象 ～ヴァリエーション１(有象無象編)
3. ア.イ.ノ.カ.ワ.キ
4. ドラマ「-187-」
109のバーゲンセールが舞台。
5. -187-
6. 空想カニバル(仮)
（作詞:石井秀仁　作曲:村井研次郎）
シークレットトラック。第4実験室収録のハクセイが原曲。

## メンバー
- 石井秀仁（ボーカル、ギター）
- 桜井青（ギター、ボーカル）
- 村井研次郎（ベース）
- 武井誠（ドラムス、コーラス）
- 岩瀬聡史（キーボード、3Sのメンバー）